# Crocidura eisentrauti
Crocidura eisentrauti es una especie de musaraña de la familia de los sorícidos.

## Distribución geográfica
Vive en el Camerún.

## Estado de conservación
Se encuentra amenazada por las posibles erupciones volcánicas del Monte Camerún (la última aconteció en la década de 1950).